# 2014 FIFAワールドカップ・大陸間プレーオフ
このページは、2014 FIFAワールドカップ・予選の大陸間プレーオフの結果をまとめたものである。

## 形式
4つの大陸連盟(AFC、CONCACAF、CONMEBOL、OFC)から各1チーム、計4チームが参加。2011年7月30日、ブラジル・リオデジャネイロで行われた組み合わせ抽選会において対戦カードが決められた。
対戦国同士がホーム・アンド・アウェーで対戦する。2試合の総得点の多いチームが本大会への出場権が与えられる。

## 通過チーム
| 組合せ         | 連盟                       | 順位                                 | チーム           |
| -------------- | -------------------------- | ------------------------------------ | ---------------- |
| AFC v CONMEBOL | AFC（アジア）              | 5次予選 (アジア地区プレーオフ)の勝者 | ヨルダン         |
| AFC v CONMEBOL | CONMEBOL（南米）           | 予選リーグ5位                        | ウルグアイ       |
| CONCACAF v OFC | CONCACAF（北中米カリブ海） | 3次予選4位                           | メキシコ         |
| CONCACAF v OFC | OFC（オセアニア）          | 3次予選1位                           | ニュージーランド |

## 試合結果

### AFC v CONMEBOL
| 2013年11月13日 18:00 (UTC+3) |

| ヨルダン | 0 - 5    | ウルグアイ |
|          | レポート | マクシ・ペレイラ 22分 · クリスティアン・ストゥアニ 42分 · ニコラス・ロデイロ 69分 · クリスティアン・ロドリゲス 78分 · エディンソン・カバーニ 90+2分 |

| アンマン国際スタジアム（アンマン） 観客数: 17,370人 主審: スヴェイン・オッドヴァル・モエン |

| 2013年11月20日 21:00 (UTC-2) |

| ウルグアイ | 0 - 0    | ヨルダン |
|            | レポート |          |

| エスタディオ・センテナリオ（モンテビデオ） 観客数: 62,000人 主審: ヨナス・エリクソン |

ウルグアイが2試合合計スコア5-0で勝利しワールドカップ出場権を獲得

### CONCACAF v OFC
| 2013年11月13日 14:30 (UTC-6) |

| メキシコ                                                                                                  | 5 - 1    | ニュージーランド        |
| パウル・アギラール 32分 · ラウル・ヒメネス 40分 · オリベ・ペラルタ 48分, 80分 · ラファエル・マルケス 84分 | レポート | クリス・ジェームス 85分 |

| エスタディオ・アステカ（メキシコシティ） 観客数: 99,832人 主審: カッシャイ・ヴィクトル |

| 2013年11月20日 19:00 (UTC+13) |

| ニュージーランド                                       | 2 - 4    | メキシコ                                                                |
| クリス・ジェームス 80分 (pen.) · ロリー・ファロン 82分 | レポート | オリベ・ペラルタ 14分, 29分, 33分 · カルロス・アルベルト・ペーニャ 86分 |

| ウエストパック・スタジアム（ウェリントン） 観客数: 35,206人 主審: フェリックス・ブリヒ |

メキシコが2試合合計スコア9-3で勝利しワールドカップ出場権を獲得